# Xã London Grove, Quận Chester, Pennsylvania
Xã London Grove (tiếng Anh: London Grove Township) là một xã thuộc quận Chester, tiểu bang Pennsylvania, Hoa Kỳ. Năm 2010, dân số của xã này là 7.475 người.